# William Hay (Offizier)
Lord William Hay of Newhall (* nach 1671; † 31. Oktober 1723) war ein schottisch-britischer Adliger und Offizier.

## Leben
Er war der dritte Sohn von John Hay, 2. Marquess of Tweeddale (1645–1713), aus dessen Ehe mit Lady Mary Maitland (1645–1702), Tochter des John Maitland, 1. Duke of Lauderdale. Als jüngerer Sohn eines Marquess führte er ab 1697 das Höflichkeitsprädikat Lord. Aus dem Besitz seines Vaters erhielt er unter anderem die Länderei Gifford in East Lothian und ließ dort vom Architekten William Adam (1689–1748) das Herrenhaus Newhall House als seinen Familiensitz errichten.
Er trat in die britische Armee ein und war ab dem 6. November 1717 bis zu seinem Tod als Lieutenant-Colonel Kommandeur des 3rd Regiment of Foot Guards. Er stieg bis in den Rang eines Brigadier-General auf.
Am 5. Dezember 1701 heiratete er in Crichton, Midlothian, Margaret Hay (1686–1758), Tochter des John Hay, Younger of Linplum (Sohn des Sir James Hay, 1. Baronet), aus dessen Ehe mit Jean Foulis (Tochter des Sir John Foulis, 1. Baronet). Mit ihr hatte er drei Söhne und zwei Töchter:
- John Hay († 1765), Gutsherr von Newhall, ⚭ Dorothy Hayhurst († 1808), Eltern des George Hay, 7. Marquess of Tweeddale;
- James Hay († 1779), Writer to the Signet, ⚭ 1744 Jane Henderson;
- Richard Hay-Newton († 1776), Gutsherr von Newton in East Lothian, ⚭ Anne Stuart;
- Susan Hay, ⚭ 1742 John Scott of Malleny;
- Jane Hay, ⚭ Archibald Murray of Murrayfield.